# پارک استانی تات‌شنشینی آلسک
پارک استانی تات‌شنشینی آلسک (انگلیسی: Tatshenshini-Alsek Provincial Park) یا پارک بیابانی استانی تاتشینشینی-آلسک یک پارک استانی در بریتیش کلمبیا، کانادا است. این پارک با وسعتی حدود ۹٬۵۸۰ کیلومتر مربع (۳٬۷۰۰ مایل مربع) در سال ۱۹۹۳، پس از یک کارزار گسترده از سوی سازمان‌های محیط‌زیستی کانادایی و آمریکایی برای توقف اکتشاف و توسعه معادن در این منطقه و حفاظت از آن به دلیل ارزش‌های طبیعی و تنوع زیستی آن، تأسیس شد.
این پارک در گوشه شمال غربی بریتیش کلمبیا قرار دارد و با ایالت آلاسکا در ایالات متحده و منطقه یوکان در کانادا هم‌مرز است. این پارک در میان پارک ملی و ذخیره‌گاه کلوان در یوکان و پارک و منطقه حفاظت‌شده ملی خلیج گلیشر و پارک و منطقه حفاظت‌شده ملی رنگل–سن الیاس در آلاسکا واقع شده است و شامل تمامی اراضی بریتیش کلمبیا در غرب بزرگراه هینز می‌شود. این منطقه بخشی از مجموعه پارک‌های کلوآن / رنگل–سن الیاس / گلیشر بی / تاتشینشینی-آلسک است و در سال ۱۹۹۴ به عنوان یک میراث جهانی یونسکو ثبت شد.

## تاریخچه
در طول قرون گذشته، اقوام بومی متعددی از جمله تلینگیت و Southern Tutchone در این منطقه زندگی می‌کردند و روستاهای ماهیگیری در امتداد رودخانه‌ها بنا می‌نمودند. مرز شرقی پارک مسیر تجاری باستانی را دنبال می‌کند که قوم Chilkat (یکی از اقوام تلینگیت) از آن برای داد و ستد با مردم Tutchone استفاده می‌کردند.
در اواسط قرن نوزدهم، شکستن ناگهانی یک سد طبیعی در رود آلسک منجر به سیلی عظیم شد. این سد توسط پیشروی یک یخچال طبیعی که کل مسیر رودخانه را مسدود کرده بود، ایجاد شده بود. رودخانه که در پشت این مانع به صورت دریاچه‌ای موقت درآمده بود، پس از شکستن سد، دیواری از آب با ارتفاع ۷ متر (۲۳ فوت) و عرض ۱۵ متر (۴۹ فوت) را به سمت پایین‌دست فرستاد که در نتیجه آن، یک روستای کامل از مردم Tutchone در Dry Bay به دریا کشیده شد و تمامی ساکنان آن جان باختند.
تاتشینشینی-آلسک یکی از آخرین مناطق بریتیش کلمبیا بود که نقشه‌برداری و کاوش شد. در دهه ۱۹۶۰، نخستین بررسی‌های زمین‌شناسی برای کشف ذخایر معدنی در این منطقه انجام شد. در نزدیکی کوه Windy Craggy، ذخایر قابل‌توجهی از مس کشف شد. در اواسط دهه ۱۹۷۰، دو شرکت برای اولین بار شروع به اجرای برنامه‌های قایق‌سواری در رود تاتشینشینی (که به اختصار «تات» نیز نامیده می‌شود) و رود آلسک کردند. در اواسط دهه ۱۹۸۰، پیشنهادی برای توسعه یک معدن روباز بزرگ در Windy Craggy مطرح شد.
در سال ۱۹۹۱، سازمانی به نام Tatshenshini International تأسیس شد که ۵۰ سازمان برتر محیط‌زیستی در آمریکای شمالی را به یکدیگر متصل کرد. به دنبال آن، یک کارزار گسترده در کانادا و ایالات متحده، به ویژه در کنگره ایالات متحده آمریکا و حتی کاخ سفید آغاز شد، جایی که ال گور، معاون رئیس‌جمهور وقت، به‌طور فعال در این موضوع درگیر شد. در نهایت، مایک هارکورت، نخست‌وزیر بریتیش کلمبیا، تصمیم گرفت که مسائل مربوط به تاتشینشینی-آلسک را تحت بررسی کمیسیون منابع و محیط‌زیست (CORE) قرار دهد. در ژوئن ۱۹۹۳، دولت هارکورت تصمیم گرفت که منطقه تاتشینشینی-آلسک را به عنوان یک پارک کلاس A محافظت کند. صاحبان امتیازهای معدنی Windy-Craggy نیز مبلغ ۱۰۳٫۸ میلیون دلار به عنوان غرامت دریافت کردند.
با ایجاد این پارک و در ترکیب با پارک‌های ملی همجوار، بزرگ‌ترین مجموعه پارک‌های بین‌المللی جهان تحت حفاظت قرار گرفت. اتحادیه بین‌المللی حفاظت از طبیعت (IUCN) این منطقه را برای ثبت در فهرست میراث جهانی یونسکو پیشنهاد کرد و در سال ۱۹۹۴، سیستم پارک‌های فرامرزی کلوآن / رنگل–سن الیاس / گلیشر بی / تاتشینشینی-آلسک که شامل پارک ملی و ذخیره‌گاه کلوان، پارک و منطقه حفاظت‌شده ملی رنگل–سن الیاس، پارک و منطقه حفاظت‌شده ملی خلیج گلیشر و پارک تاتشینشینی-آلسک است، به دلیل مناظر یخچالی و یخچال‌های طبیعی شگفت‌انگیز و همچنین اهمیت زیستگاه آن برای خرس گریزلی، گوزن شمالی و گوسفند دال، به عنوان یک میراث جهانی یونسکو به ثبت رسید.

### کشف مرد یخ‌زده
در سال ۱۹۹۹، گروهی از شکارچیان گوسفند در دامنه یک یخچال طبیعی در این پارک، بقایای یک مرد جوان همراه با ابزارهایی را یافتند. بعدها، او را Kwäday Dän Ts’ìnchi یا «مردی که از گذشته دور پیدا شد» نامیدند. این بدن یخ‌زده که به‌خوبی حفظ شده بود، بین ۳۰۰ تا ۵۵۰ سال قدمت داشت. نمایندگان Champagne and Aishihik First Nations که این منطقه را قلمرو تاریخی خود می‌دانند، در مورد این کشف مورد مشورت قرار گرفتند و نام این مرد جوان را برگزیدند.
علاوه بر این، آن‌ها با انجام مطالعات علمی و آزمایش ژنتیک روی این بقایا موافقت کردند. پژوهشگران برای یافتن بستگان زنده این فرد، از داوطلبانی از میان مردم Champagne and Aishihik First Nations و اقوام مرتبط در یوکان، بریتیش کلمبیا و آلاسکا آزمایش ژنتیکی گرفتند. از میان ۲۴۱ داوطلب، ۱۷ نفر، از جمله دو خواهر، در میان مردم Champagne and Aishihik First Nations شناسایی شدند که از طریق دی‌ان‌ای میتوکندریایی از خط مادری مستقیماً با این مرد ارتباط داشتند.
از میان این ۱۷ نفر، ۱۵ نفر خود را متعلق به طایفه Wolf معرفی کردند که نشان می‌دهد احتمالاً این مرد جوان نیز عضو همین طایفه بوده است. در نظام مادرتباری، فرزندان از نظر قبیله‌ای متعلق به طایفه مادر خود محسوب می‌شوند و نسب از طریق خط مادری محاسبه می‌شود.

## جغرافیا و زمین‌شناسی
رود آلسک و رود تاتشینشینی از دره‌های U شکلی که توسط یخچال‌های طبیعی در این پارک تراشیده شده‌اند، عبور می‌کنند. این دره‌ها در میان کوه‌های ساحلی، امکان ورود هوای خنک و مرطوب اقیانوسی را به نواحی سرد داخلی فراهم می‌کنند. تغییر سریع از محیط اقیانوسی به اقلیم داخلی، همراه با سیلاب‌های مکرر، رانش زمین و بهمن، زمین‌شناسی متنوع و تغییرات شدید ارتفاع، شرایط زیستگاهی استثنایی و متنوعی را برای پوشش گیاهی و جانوری منطقه ایجاد کرده‌اند.
رشته‌کوه Alsek Ranges از این پارک عبور می‌کند و کوه فِیرودر (Mount Fairweather) با ارتفاع ۴٬۶۷۱ متر (۱۵٬۳۲۵ فوت) بلندترین قله استان محسوب می‌شود. منطقه تاتشینشینی-آلسک در محدوده‌ای با فعالیت لرزه‌ای بالا قرار دارد. لغزش‌ها در امتداد گسل فِیرودر (Fairweather Fault) و گسل Hubbard/Border در غرب و همچنین گسل Denali در شمال، باعث زمین‌لرزه‌های مکرر در این منطقه می‌شوند.

## بوم‌شناسی

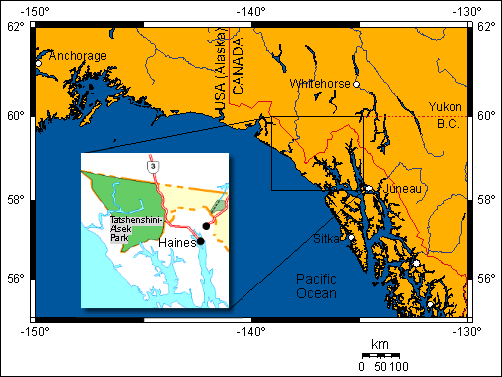
پارک تاتشینشینی-آلسک

### حیات‌وحش
پارک تاتشینشینی-آلسک از یک جمعیت بزرگ خرس گریزلی پشتیبانی می‌کند. این منطقه سرسبز که میان رشته‌کوه‌ها و یخچال‌های طبیعی گسترده شده است، ارتباطی حیاتی میان جمعیت خرس‌های گریزلی ساحلی و داخلی ایجاد کرده و زیستگاهی ارزشمند برای این گونه فراهم می‌آورد.
این پارک تنها زیستگاه خرس یخچالی در کانادا است. این گونهٔ بسیار نادر که به رنگ آبی-خاکستری دیده می‌شود، در واقع یک فاز رنگی خاص از خرس سیاه آمریکایی است و تنها در محدوده این پارک و کمی آن‌سوی مرز در ایالات متحده یافت می‌شود.
علاوه بر خرس‌ها، پارک تاتشینشینی-آلسک میزبان گونه‌های متنوعی از حیات‌وحش از جمله گوسفند دال، جمعیت چشمگیری از بز کوهی راکی، گوزن موس کنای، گرگ خاکستری، و پرندگانی چون عقاب سرسفید و عقاب طلایی است. همچنین، دو گونه شاهین یعنی شاهین بحری و شنقار و گونه‌هایی از قوی شیپورچی در این منطقه دیده می‌شوند.
در امتداد خط ساحلی، گونه‌های دریایی از جمله شیر دریایی و نهنگ گوژپشت قابل مشاهده هستند.

## اقلیم
ایستگاه هواشناسی بلانچارد ریور (Blanchard River) که در مرز بریتیش کلمبیا و یوکان در امتداد بزرگراه هینز قرار دارد، نشان‌دهندهٔ شرایط اقلیمی این منطقه است. این ناحیه دارای اقلیم جنب‌شمالگان (سامانه طبقه‌بندی اقلیمی کوپن Dfc) است که در برخی مناطق به اقلیم توندرا (سامانه طبقه‌بندی اقلیمی کوپن ET) نزدیک می‌شود.